# Rineloricaria latirostris
Rineloricaria latirostris es una especie de peces de la familia Loricariidae en el orden de los Siluriformes.

## Morfología
Los machos pueden llegar alcanzar los 36 cm de longitud total.

## Distribución geográfica
Se encuentra en la cuenca del río Paraná.